# Kazimierz Bernaczyk-Słoński

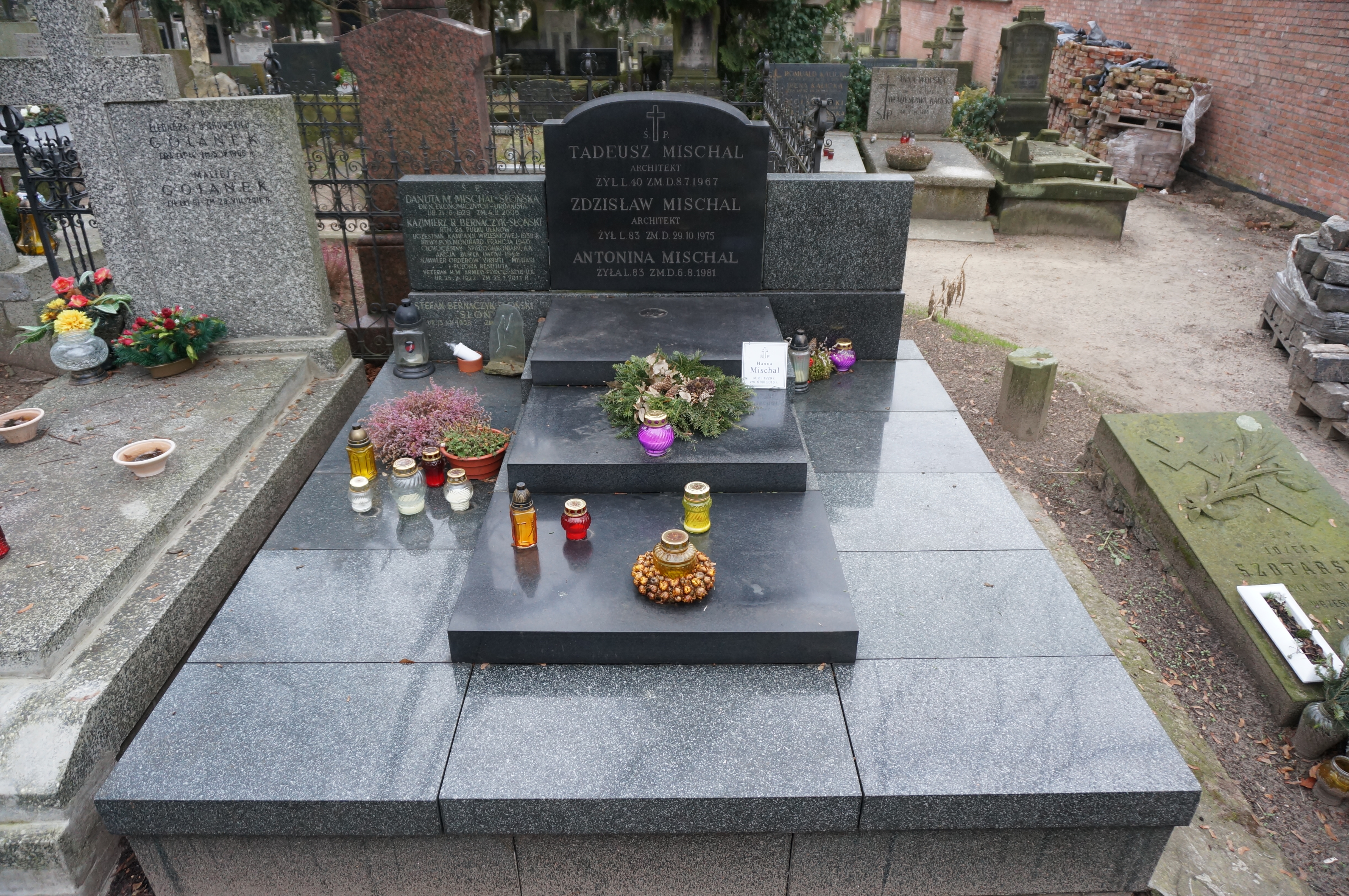
Grób Kazimierza Bernaczyka-Słońskiego na cmentarzu Powązkowskim

Kazimierz Alojzy Bernaczyk, po wojnie używał nazwiska Kazimierz Ryszard Bernaczyk-Słoński pseud.: Lido, Rango, Rysiek, przybrane nazwiska: Kazimierz Mirek, Ryszard Słoński (ur. 18 lutego 1922 w Poznaniu, zm. 25 stycznia 2011) – cichociemny, podporucznik Kedywu Okręgu Lwowskiego Armii Krajowej.

## Życiorys
Od 1928 roku uczył się w szkole powszechnej im. Antoniego Małeckiego w Poznaniu, a od 1935 roku – w Gimnazjum oo. Redemptorystów w Toruniu. W 1939 roku zdał do liceum w Tucholi.

### II wojna światowa
W czasie kampanii wrześniowej w 1939 roku nie został zmobilizowany. We wrześniu przedostał się do Rumunii, skąd przebył szlak przez Jugosławię, Grecję aż do Marsylii, gdzie dotarł w lutym 1940 roku. 1 marca 1940 roku wstąpił do Armii Polskiej we Francji, w której walczył w 24 pułku ułanów 10 Brygady Kawalerii Pancernej. W lipcu 1940 roku dostał się do Wielkiej Brytanii, gdzie został przydzielony do tego samego pułku i skończył Szkołę Podchorążych. Przeszkolony w dywersji oraz broni pancernej, 15 grudnia 1943 roku został zaprzysiężony w Oddziale VI Sztabu Naczelnego Wodza, przeniesiony do Głównej Bazy Przerzutowej w Brindisi we Włoszech i przydzielony do Kedywu Okręgu Łódzkiego Armii Krajowej.
Jako podporucznik cichociemny „Rondo” został w nocy z 10 na 11 maja 1944 roku zrzucony do Polski (operacja lotnicza „Weller 27”). Na początku trafił do oddziału partyzanckiego „Burza” operującego w Okręgu AK Łódź. 19 lipca 1944 roku został przydzielony do Kedywu Okręgu Lwów. Nie zgłosił się na odprawę, organizowaną przez władze radzieckie, dzięki czemu uniknął aresztowania. W trakcie ewakuacji ze Lwowa na zachód uległ wypadkowi samochodowemu, w wyniku którego został umieszczony w szpitalu w Nisku, gdzie przebywał od lipca do grudnia 1944 roku, a następnie w szpitalu w Rudniku nad Sanem, do maja 1945 roku.

### Po II wojnie światowej
Po wojnie pozostał w Polsce, uniknął aresztowania. W latach 1945–1948 studiował w Szkole Głównej Handlowej w Warszawie. Po zdaniu egzaminu magisterskiego (temat pracy magisterskiej: Polski przemysł zapałczany. Zarys historyczny i całkowita mechanizacja produkcji w Polsce Ludowej) otrzymał w czerwcu 1950 roku tytuł magistra nauk ekonomicznych w zakresie technologii. Ujawnił się 22 kwietnia 1947 roku w Wojewódzkim Urzędzie Bezpieczeństwa Publicznego w Warszawie. Od tego momentu używał nazwiska Kazimierz Bernaczyk-Słoński. Od 1 lipca 1947 do maja 1949 roku pracował w Domu Handlowym „Transactor”, następnie do maja 1951 r. w Centrali Handlu Zagranicznego „Dalspo”, gdzie był kierownikiem sekcji eksportu artykułów monopolowych w Warszawie. Później pracował w pracowni ekonometrycznej Biura Projektów i Studiów „Metroprojekt”, a od grudnia 1953 roku – w Biurze Projektów Budownictwa Komunalnego na stanowisku kierownika pracowni studiów bilansów wodnych. W 1957 r. rozpoczął pracę w Spółdzielni „Spójna” na stanowisku kierownika działu produkcji reklam neonowych, a od 1962 roku pracował w Centrali Handlu Zagranicznego „Terexport”, będąc zastępcą kierownika działu eksportu. Pracował tam do przejścia na emeryturę.
Wspomnienia Kazimierza Bernaczyka-Słońskiego zostały uwiecznione w filmie dokumentalnym „My Cichociemni. Głosy żyjących” (2008).

## Odznaczenia
- Krzyż Srebrny Orderu Virtuti Militari nr 13394
- Krzyż Komandorski Orderu Odrodzenia Polski (2006)[1].

## Życie rodzinne
Był synem Wawrzyńca (ślusarza w PKP) i Eleonory z domu Agacińskiej. W 1950 roku ożenił się z Danutą Mischal (1929–2005), z którą miał dwóch synów: Bogdana (ur. w 1952, filologa) i Stefana (1958–2011, inżyniera).
Po śmierci został pochowany na cmentarzu Powązkowskim w Warszawie (kwatera H-2-24/25).